# Maggie Teyte
Dame Maggie Teyte, właśc. Margaret Tate (ur. 17 kwietnia 1888 w Wolverhampton, zm. 26 maja 1976 w Londynie) – brytyjska śpiewaczka, sopran.

## Życiorys
Ukończyła Royal College of Music w Londynie, gdzie uczyła się gry na fortepianie i teorii muzyki. W latach 1903–1907 była uczennicą Jana Reszkego w Paryżu. Po raz pierwszy wystąpiła jako śpiewaczka w 1906 roku na festiwalu mozartowskim w Paryżu, wówczas zmieniła pisownię swojego nazwiska z Tate na Teyte, by ułatwić Francuzom poprawną jego wymowę. Jej debiutem operowym była rola Tyrcis w Myriame et Daphné Jacques’a Offenbacha w Monte Carlo w 1907 roku. Występowała w Paryżu jako śpiewaczka koncertowa, na fortepianie akompaniował jej zachwycony jej głosem Claude Debussy, który wybrał ją też na następczynię Mary Garden do roli Melisandy w swojej operze Peleas i Melisanda. W latach 1908–1910 śpiewała w paryskiej Opéra-Comique, następnie w latach 1910–1911 występowała w Covent Garden Theatre w Londynie pod batutą Thomasa Beechama. Od 1911 do 1914 roku była solistką opery w Chicago, a od 1914 do 1917 roku opery w Bostonie. W latach 1922–1923, 1930 i 1936–1938 występowała na deskach Covent Garden Theatre w Londynie, gdzie w 1923 roku wzięła udział w prapremierze opery The Perfect Fool Gustava Holsta. W czasie II wojny światowej występowała z koncertami dla żołnierzy, za zasługi na rzecz Francji odznaczona została Złotym Krzyżem Lotaryńskim. Po 1945 roku koncertowała w Stanach Zjednoczonych, po raz ostatni wystąpiła na scenie operowej w 1951 roku w Londynie jako Belinda w Dydonie i Eneaszu Henry’ego Purcella. W 1955 roku dała swój pożegnalny koncert.
Dama Komandor Orderu Imperium Brytyjskiego (1958). Odznaczona została też krzyżem kawalerskim Legii Honorowej (1957). Opublikowała wspomnienia Star on the Door (Londyn 1958).